# Almir de Souza Fraga
Almir de Souza Fraga (n. 26 martie 1969, Porto Alegre, Rio Grande do Sul, Brazilia) este un fost fotbalist brazilian.
Între 1990 și 1993, Almir a jucat 5 meciuri pentru echipa națională a Braziliei.

## Statistici
| Brazilia | Brazilia | Brazilia |
| An       | Meciuri  | Goluri   |
| -------- | -------- | -------- |
| 1990     | 1        | 0        |
| 1991     | 1        | 0        |
| 1992     | 0        | 0        |
| 1993     | 3        | 0        |
| Total    | 5        | 0        |